# Roxbury (Maine)
Roxbury es un pueblo ubicado en el condado de Oxford en el estado estadounidense de Maine. En el Censo de 2010 tenía una población de 369 habitantes y una densidad poblacional de 3,23 personas por km².

## Geografía
Roxbury se encuentra ubicado en las coordenadas 44°39′51″N 70°36′8″O / 44.66417, -70.60222. Según la Oficina del Censo de los Estados Unidos, Roxbury tiene una superficie total de 114.29 km², de la cual 111.14 km² corresponden a tierra firme y (2.76%) 3.15 km² es agua.

## Demografía
Según el censo de 2010, había 369 personas residiendo en Roxbury. La densidad de población era de 3,23 hab./km². De los 369 habitantes, Roxbury estaba compuesto por el 98.92% blancos, el 0% eran afroamericanos, el 0.54% eran amerindios, el 0% eran asiáticos, el 0.27% eran isleños del Pacífico, el 0% eran de otras razas y el 0.27% pertenecían a dos o más razas. Del total de la población el 0% eran hispanos o latinos de cualquier raza.